# Lió (Banyoles)
Lió és una entitat de població del municipi de Banyoles a la comarca catalana del Pla de l'Estany. En el cens de 2013 tenia 28 habitants.